# Judy Clarke
Judy Clarke (1952) es una abogada de defensa criminal estadounidense que ejerce su labor en San Diego, California y ha sido la abogado de oficio en muchos casos de importancia mediática en los Estados Unidos. Clarke ha sido Presidente de la National Association of Criminal Defense Lawyers. También se desempeña como profesor de práctica del Derecho en Washington and Lee University School of Law de  Lexington, Virginia.
Según Associated Press, "es uno de los mejores abogados del país para los acusados frente a casos prominentes de pena de muerte , habiendo representado a clientes como 'Unabomber' (Ted Kaczynski) y Eric Rudolph. Tiene la reputación de ejercer la trata de súplica que libra a los acusados la pena de muerte, como fue el caso de Rudolph y Kaczynski". Clarke ha representado al también terrorista Zacarias Moussaoui y a la infanticida Susan Smith, entre otros. Sin embargo, pese a afirmaciones hechas por Associated Press, Clarke no participó en la representación legal de Timothy McVeigh, el autor del atentado de Oklahoma City en 1995. Ha ayudado a varios acusados a evitar la pena capital, a la que se opone y en la que es considerada una gran estratega. Clarke volvió al gobierno de Carolina del sur los 82.944 dólares asignados por el juez de primera instancia para su defensa de Susan Smith, con el objetivo de que se utilizaran para defender a otros acusados indigentes.
El 10 de enero de 2011, el Tribunal de distrito de Estados Unidos en  Phoenix, Arizona  asignó a Clarke como abogado de la defensa de Jared Lee Loughner, el autor del tiroteo de Tucson de 2011. El 7 de agosto de 2012, Clarke logró conmutar la pena de muerte de Loughner a cambio de una declaración de culpabilidad de 19 cargos, incluyendo las heridas sufridas por entonces congresista Gabrielle Giffords. El 29 de abril de 2013, Clarke fue nombrada para el equipo de defensa del sospechoso vivo del atentado de la maratón de Boston Dzhokhar Tsarnaev